# Advisory Board Crystals
Advisory Board Crystals是美国的街头时装品牌，由雷明顿·格斯特（Remington Guest）和希瑟·哈伯（Heather Haber）于2017年联合创建，總部位於加州洛杉矶。该公司定位于制造自创限量级时装并将所获利润捐赠给不同的慈善组织，包括维基媒体基金会、爱因斯坦的国际救援委员会以及洛杉矶消防局基金会等。

## 历史
Advisory Board Crystals两位创始人雷明顿·格斯特与希瑟·哈伯曾在同一辆優步旗下的共享汽车相遇，随后他们于2017年创建了该公司。尽管在此之前他俩互相并非认识，但他们都曾在洛杉矶著名品牌Band of Outsiders工作过。

## 风格和合作伙伴
Advisory Board Crystals的品牌风格融合了经典好莱坞以及60年代扎染的风格同时也加入了新纪元宇宙学、街头风格以及互联网文化等元素。
该品牌也因为和多名知名的媒体人物合作而出名、譬如著名的饶舌歌手小韋恩、嘻哈团体Migos及中国著名的人权运动画家艾未未。他们还与盖尔斯合作，并曾与科萊特一起制作过50件手工染色T恤。
2018年8月14日，該品牌推出了一件印有维基百科标志的T恤，在标志的周围印有“Internet Master”的字样。并将所赚利润全部捐给维基媒体基金会，該款T恤在推出两天后就宣告售罄。
随后，該品牌推出了其他以维基百科为主题的服装，并和小韋恩合作，他曾在2018年发布的专辑《Tha Carter V》中的宣传MV介绍维基百科。之后Advisory Board Crystals在宣传中也引用了mv中介绍的话。